# 続千載和歌集
『続千載和歌集』（しょくせんざいわかしゅう）は、15番目の勅撰和歌集。20巻。二条為世撰。文保2年（1318年）10月30日、後宇多法皇の院宣によって編纂が開始され、同年4月19日に奏覧、元応2年（1320年）7月25日に返納された（下命日や奏覧日は諸説ある）。和歌所は長舜、連署は二条為藤・二条為定・長舜・津守国冬・津守国道、奉行は吉田定房が担当した。
正保2年刊行『二十一代集』の歌数は2148首。『国歌大観』の歌数は2159首。部立は、春上下・夏・秋上下・冬・雑体・羈旅・神祇・釈教・恋1～5・雑上中下・哀傷・賀である。主な歌人は、後宇多院（52首）・西園寺実兼（51首）・二条為氏（42首）・二条為世（36首）・藤原為家（29首）・藤原定家（28首）などである。
「新後撰集と同じ撰者の事なれば、多くはかの集に変わらざるべし」（『増鏡』）と評された。また、『万葉集』の歌人を撰入していること、巻頭作者が藤原定家であること、約2150首という大部の歌集であること、入集歌人が多様であることから、京極為兼撰『玉葉和歌集』に対抗しようとしたものとされる。